# Förintelseläger

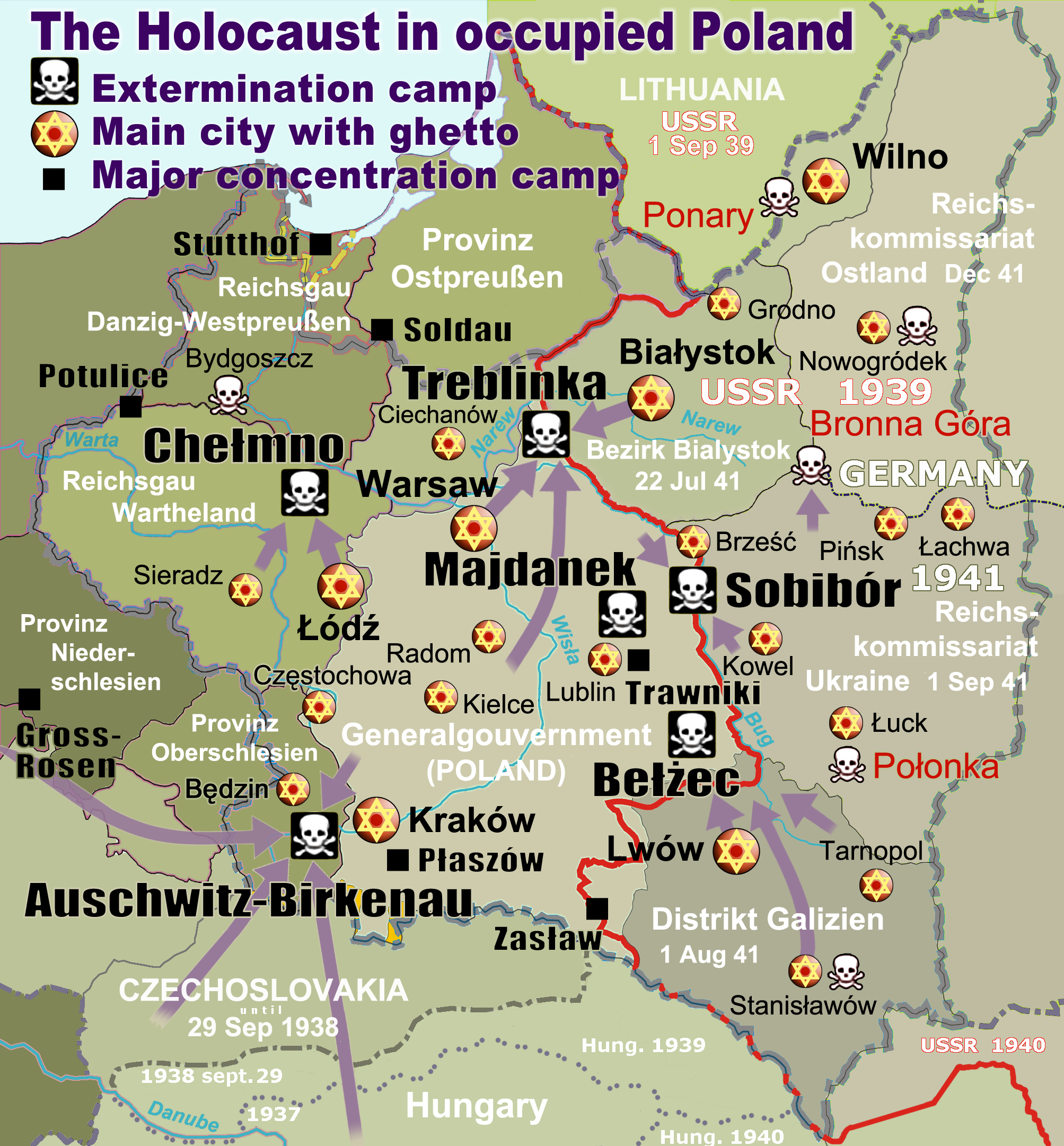
Förintelseläger i det annekterade och ockuperade Polen markeras på kartan med svart-vita dödskallar.

Förintelseläger (tyska Vernichtungslager), dödsläger (tyska Todeslager) eller utrotningsläger kallas de läger i Nazityskland, vars enda funktion var att mörda judar så effektivt som möjligt. De var del av projektet att genomföra ”den slutgiltiga lösningen av judefrågan”, det vill säga Förintelsen av Europas judiska befolkning.
Förintelseläger var Sobibór, Treblinka, Bełżec och Chełmno. Lägren Auschwitz-Birkenau och Majdanek var både förintelseläger och koncentrationsläger. Auschwitz var beläget i Oberschlesien. De fem övriga lägren låg i det av tyskarna annekterade och ockuperade Polen, de områden som benämndes Reichsgau Wartheland och Generalguvernementet.

## De olika lägren

### Sobibór, Treblinka och Bełżec
Förintelselägren Sobibór, Treblinka och Bełżec leddes av SS men tillhörde inte det stora rikstäckande nätet av koncentrationsläger. De här lägren var hemliga. De inrättades år 1941–1942 inom ramen för Operation Reinhard och var bara i drift under cirka ett och ett halvt år. Operation Reinhard var en aktion för att utrota alla judar i Generalguvernementet, det tyskockuperade området i sydöstra Polen.
De tre lägren inrättades av den regionale SS- och polischefen för distrikten Warszawa och Lublin, Odilo Globocnik. Lägren var relativt små med endast 25–30 tyska SS-funktionärer som ledde varje läger med hjälp av omkring 125 före detta sovjetiska krigsfångar. 99 procent av de judar som kom till dessa läger fördes direkt till gaskamrarna; den procent som lämnades att leva fick arbeta med att ta vara på de ihjälgasades kläder, smycken och guldtänder och bränna liken. Omkring en och en halv miljon judar dödades i dessa tre läger. Belzec var i drift från mars till december 1942, Sobibór från maj till oktober 1943 och Treblinka från juli 1942 till augusti 1943.

### Chełmno
Förintelselägret i Chełmno (tyska Kulmhof) låg cirka 50 kilometer nordväst om Łódź. Chełmno styrdes av regionala SS-enheter i Reichsgau Wartheland. Lägret var verksamt från december 1941 till mars 1943 och mellan juli 1944 och januari 1945. Här avlivades lägerfångarna i gasvagnar. Det beräknas att minst 152 000 judar dog i Chełmno.

### Auschwitz och Majdanek
Lägren Auschwitz i Reichsgau Wartheland och Majdanek i Generalguvernementet tillhörde Inspektoratet för koncentrationslägrens stora nätverk av koncentrationsläger (Se artikeln Koncentrationsläger i Nazityskland). Från och med 1942 blev dessa två läger en del av Rikssäkerhetsöverstyrelsen RSHA:s plan för den ”slutgiltiga lösningen av judefrågan”. I Auschwitz-Birkenau inrättades två bunkrar med provisoriska gaskammare och en gaskammare installerades i Majdanek. Under våren 1943 byggdes krematorierna II, III, IV och V i Auschwitz-Birkenau; därmed blev Auschwitz det största förintelselägret.

## Beräknat antal dödsoffer
- Treblinka: 800 000 – 925 000[4]
- Bełżec: 350 000 – 600 000[5]
- Sobibór: 167 000 – 250 000[6]
- Chełmno: 152 000 – 320 000[7]
- Majdanek: cirka 80 000[8]
- Auschwitz-Birkenau: cirka 1 100 000[9]